# Погосян, Михаил Асланович
Михаи́л Асла́нович Погося́н (род. 18 апреля 1956, Москва) — российский авиаконструктор и предприниматель, академик РАН (2011), доктор технических наук, ректор Московского авиационного института (с 2016), в прошлом генеральный директор Компании «Сухой», в прошлом генеральный директор ОАО «РСК „МиГ“», бывший президент ОАО «Объединённая авиастроительная корпорация», председатель Совета директоров ЗАО «Гражданские самолёты Сухого».

## Биография
Родился 18 апреля 1956 года в Москве. Корни Погосяна из Нагорного Карабаха — родители матери оказались в Москве в 1924—1925 годах, после революции, а отец — во время Великой Отечественной войны, после ранения.
В 1979 году Михаил Погосян с отличием окончил факультет самолётостроения Московского авиационного института им. С. Орджоникидзе. После окончания был направлен для работы на Московский машиностроительный завод им. П. О. Сухого (ныне — ОАО «ОКБ Сухого»), где прошёл путь от инженера-конструктора до первого заместителя генерального конструктора (с 1992 по 1998 гг.), Председателя Совета директоров ОКБ (с 1995 по 1999 гг.) и генерального директора ОАО «ОКБ Сухого» (с мая 1999 года по июль 2007 года).
В 2002 году присвоена учёная степень доктора технических наук (тема диссертации «Разработка и реализация перспективных технологий для создания авиационных комплексов новых поколений»).
В 2003 году избран членом-корреспондентом Российской академии наук по отделению энергетики, машиностроения, механики и процессов управления, с декабря 2011 года избран действительным членом РАН.
С 1998 года по 2011 год — генеральный директор ПАО "Компания «Сухой».
С 2008 года по 2011 год — генеральный директор ОАО «РСК „МиГ“». Под его руководством создано семейство самолётов фронтовой авиации марки Су и МиГ, обеспечивающее обороноспособность страны и устойчивые позиции России на мировом рынке.
С 2007 года по 2011 год занимал должность первого вице-президента, а с 2011 года по 2015 год являлся президентом ПАО «Объединённая авиастроительная корпорация». За это время было существенно увеличено производство гражданских самолётов, запущен в серию и сертифицирован по международным стандартам пассажирский авиалайнер Sukhoi Superjet 100, а также увеличены объёмы производства боевых самолётов для Минобороны России и на экспорт.
С 2004 года и по настоящее время является заведующим кафедрой 101 «Проектирование и сертификация авиационной техники» МАИ.
16 июня 2016 года собранием трудового коллектива избран ректором Московского авиационного института (национального исследовательского университета), является председателем Учёного совета МАИ.
В марте 2017 года вошёл в состав Общественной палаты Российской Федерации.

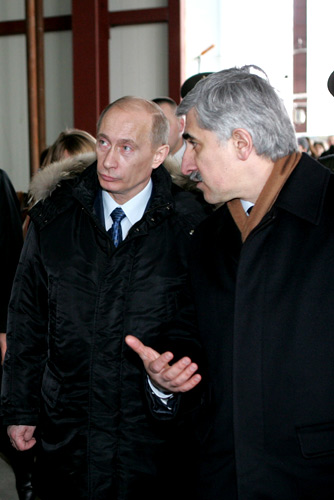
Владимир Путин и Михаил Погосян в Лётно-исследовательском институте
им. М. М. Громова, Жуковский, 2008 год

В рейтинге высших руководителей — 2010 газеты «Коммерсантъ» занял 6-е место в номинации «Машиностроение».
Является членом президиума Совета по науке и образованию при Президенте Российской Федерации, руководителем Комиссии по развитию образования и науки Общественной палаты Российской Федерации (шестой состав), а также возглавляет Совет по приоритетному направлению научно-технологического развития Российской Федерации «Связанность территории Российской Федерации за счёт создания интеллектуальных транспортных и телекоммуникационных систем, а также занятия и удержания лидерских позиций в создании международных транспортно-логистических систем, освоении и использовании космического и воздушного пространства, Мирового океана, Арктики и Антарктики», является членом Правительственной комиссии по транспорту. Является членом бюро центрального совета Общероссийской общественной организации «СоюзМаш России».
Является соавтором 9 патентов RU.
В 2024 году являлся доверенным лицом кандидата в президенты России Владимира Путина.

### Личная жизнь
Женат, двое детей.
- Старшая дочь, Ольга (род. 1981 г.) — окончила Высшую школу экономики[3].
- Младший сын Артём (род. 1986 г.) окончил Высшую школу экономики, в 2011 году защитил диссертацию на соискание степени кандидата технических наук в Московском авиационном институте (МАИ). С 2005 года работает в компании «Гражданские самолёты Сухого» (ЗАО «ГСС»), председателем совета директоров которой является Михаил Погосян. За несколько лет Артём дорос до директора по оперативному анализу и экономическому контролю, а в 2012 году был назначен заместителем старшего вице-президента по экономике и финансам. 18 марта 2013 года 27-летний Артём Погосян назначен старшим вице-президентом по экономике и финансам «Гражданских самолётов Сухого»[3]. Михаил Погосян отрицает свою причастность к этому назначению, по его словам, он «не лоббировал назначение сына, но и не препятствовал»[20]. После отставки отца с руководящих постов в «Объединённой авиастроительной корпорации» Артём перестал занимать должность вице-президента по экономике и финансам «ГСС». Сейчас занимает должность директора по инвестициям в холдинге «Вертолёты России»

### Общественная позиция
В сентябре 2016 года стал доверенным лицом партии «Единая Россия» на выборах в Государственную думу VII созыва.

### Критика
Газета "Коммерсант" в 2015 году давала такую характеристику: 
"Крайне сложный человек,— описывает Михаила Погосяна один из коллег.— Никого не слушает, при малейшей критике срывается на крик. Особенно если дело касается его любимого "Суперджета".
В 2013 году спикер Совета Федерации Валентина Матвиенко назвала государственную корпорацию ОАК не вполне литературным термином «воровайка». 
Данный неологизм, по мнению госпожи Матвиенко, как нельзя лучше характеризует текущую ситуацию в корпорации, которая превратилась в потребителя огромных финансовых вливаний, при этом не даёт никаких результатов. Недавно был проведён Научно-экспертный совет в Совете Федераций, на котором рассматривались вопросы промышленного развития. Среди прочих крупных государственных проектов, деятельность Объединённой авиастроительной корпорации стоит на одном из первых мест. В ОАК «закачены» (именно такой глагол прозвучал из уст Спикера) сотни миллиардов рублей, а в ответ ничего достойного так представлено и не было. Подобное обвинение, да ещё от одного из высокопоставленных представителей власти, довольно серьёзный прецедент, который может перерасти в крупный скандал. Теперь ОАК придётся определённым образом реагировать, хотя пока комментарии оттуда не пришли. В свою очередь, Министерство по экономическому развитию в лице Заместителя министра Андрея Клепача признало наличие определённых трудностей в эффективном возврате инвестиций, однако заявило, что в ОАК были инвестированы гораздо меньшие суммы. Совсем недавно в ОАК произошли крупные кадровые изменения. На должность Старшего Вице-президента по вопросам экономики и финансов был назначен Артём Михайлович Погосян — старший сын действующего Президента. Подобный карьерный рост 27-летнего специалиста вызывает массу разговоров и пересудов, что вполне обоснованно. Человек, который контролирует все финансовые потоки одной из самых крупных государственных корпораций, должен обладать более значительным опытом. А тот факт, что на ключевой позиции оказался один из ближайших родственников Михаила Погосяна, вообще является нонсенсом. ОАК — это не семейное предприятие, и подобные шаги просто не этичны, если не сказать большего. Скорее всего, возмущение Спикера Совета Федерации было вызвано и данным фактом, хотя в открытую Валентина Матвиенко этого не заявила.

## Из библиографии
- Проектирование самолётов: учебное пособие для студентов … по специальности 160201 «Самолёто- и вертолетостроение» / М. А. Погосян, А. Н. Арепьев, В. В. Мальчевский ; МинОбрНауки РФ, Московский авиационный ин-т (нац. исслед. ун-т). — Москва : Изд-во МАИ, 2013. — 113 с. : ил., табл.; 21 см; ISBN 978-5-4316-0137-8.
- Проектирование самолётов: учебник для студентов … по специальности 24.05.07 «Самолёто- и вертолетостроение», по направлениям подготовки 24.03.04 «Авиастроение» и 24.04.04 «Авиастроение» / [М. А. Погосян, Н. К. Лисейцев, Д. Ю. Стрелец и др.]; под редакцией академика РАН М. А. Погосяна. — Москва : Инновационное машиностроение, 2018. — 863 с. : ил., табл.; 25 см. — (В для вузов).; ISBN 978-5-604-02815-5.
- Цифровые технологии в жизненном цикле российской конкурентоспособной авиационной техники / / Братухин, А. Г., Серебрянский С. А., Стрелец Д. Ю. [и др.]; под редакцией М. А. Погосяна; редакционная коллегия: отв. редакторы С. А. Серебрянский и Д. Ю. Стрелец [и др.]. — Москва : Изд-во МАИ, 2020. — 448 с. : ил., цв. ил., табл.; 24 см; ISBN 978-5-4316-0694-6 : 500 экз.

### Избранные статьи
- Погосян М. А., Савельевских Е. П., Шагалиев Р. М., Козелков А. С., Стрелец Д. Ю., Рябов А. А., Корнев А. В., Дерюгин Ю. Н., Спиридонов В. Ф., Циберев К. В. Применение отечественных суперкомпьютерных технологий для создания перспективных образцов авиационной техники // Вопросы атомной науки и техники. Серия: Математическое моделирование физических процессов. 2013. № 2. С. 3-18.

## Санкции
6 марта 2022 года после вторжения России на Украину подписал письмо в поддержу российской агрессии. С 9 июня 2022 года находится под персональными санкциями Украины за поддержку войны. Также был внесён ФБК в список коррупционеров и разжигателей войны за поддержку нападения на Украину, 16 марта 2022 года форумом свободной России внесён в «Список Путина» и доклад «поджигателей войны» с предложением введения против него международных санкций.

## Награды
- Орден Александра Невского (5 ноября 2020 год) — за заслуги в научно-педагогической деятельности, подготовке квалифицированных специалистов и многолетнюю добросовестную работу[30].
- Орден Почёта (2002 год) — за вклад в разработку, создание и серийное производство палубного истребителя Су-33[31].
- Медаль «В память 850-летия Москвы»
- Медаль Столыпина П. А. II степени (2016 год) — за заслуги в решении стратегических задач социально-экономического развития страны и реализации долгосрочных проектов Правительства Российской Федерации в области авиастроения[32].
- Командор ордена «За заслуги перед Итальянской Республикой» (Италия, 27 декабря 2008 года)[33]
- Лауреат Государственной премии Российской Федерации в области литературы и искусства 1996 года (в области дизайна) (29 мая 1997 года) — за дизайнерскую и эргономическую разработку семейства самолётов Су-27[34]
- Лауреат премии Правительства Российской Федерации (1998 год)
- Почётная грамота Правительства Российской Федерации (18 апреля 2006 года) — за заслуги в создании новых образцов авиационной техники военного и гражданского назначения и многолетний плодотворный труд[35]
- Почётная грамота Минпромэнерго России
- Лауреат национальной премии «Золотая идея» (2001)
- Звание «Благодетель губернии» (Астраханская область, 13 августа 2002 года) — за активную благотворительную деятельность и личный вклад в развитие массовой физической культуры и спорта на территории Астраханской области[36]
- Знак «Почётный работник УОМЗ» (Уральский оптико-механический завод, 2006 год) — за поддержку развития оптико-электронного приборостроения в авиации[37]
- Почётный профессор Казанского государственного технического университета имени А. Н. Туполева (2010 год)[38]
- Золотая медаль имени Льва Николаева (14 ноября 2016 года)[39] — за существенный вклад в просвещение, популяризацию достижений науки и культуры